# فرودگاه چیمبرز کانتی-وینی استوول
فرودگاه چیمبرز کانتی-وینی استوول (به انگلیسی: Chambers County-Winnie Stowell Airport) یک فرودگاه همگانی بهره‌برداری هوایی است که یک باند فرود آسفالت دارد و طول باند آن ۱۰۹۷ متر است. این فرودگاه در شهر وینی، تگزاس کشور ایالات متحده آمریکا قرار دارد و در ارتفاع ۸ متری از سطح دریا واقع شده‌است.